# Christine Philipp
Christine Philipp (* 2. August 1947 in Oberwiesenthal) ist eine deutsche Skilangläuferin, welche einmal DDR-Meisterin in der Staffel wurde. Für die Deutsche Demokratische Republik nahm sie 1972 an den Olympischen Winterspielen teil und startete in ihrer aktiven Zeit für den SC Traktor Oberwiesenthal.

## Karriere
Bei den DDR-Skimeisterschaften 1969 gewann sie gemeinsam mit Birgit Hunger und Renate Köhler für den SC Traktor Oberwiesenthal die 3-mal-5-Kilometer-Staffel. Vom Nationalen Olympischen Komitee der DDR wurde sie für die Olympischen Winterspiele 1972 nominiert und startete dort in beiden Einzelrennen. Während sie über die 5 Kilometer den 30. Platz, belegte sie über die 10 Kilometer den 31. Platz.